# Tessa Blanchard
Tessa Blanchard, född 26 juli 1995 i Charlotte i North Carolina är en amerikansk fribrottare och dotter till World Wrestling Federation-legenden Tully Blanchard. Hon debuterade professionellt som fribrottare år 2014. Hon brottades i World Wrestling Entertainment under 2016 och 2017 men hon är mest känd för sin tid med Impact Wrestling, där hon vann flera titlar. Samtidigt, under slutet av 2010-talet var hon ett av de största kvinnliga namnen på den oberoende internationella fribrottningsscenen.
Under 2020 hamnade Blanchard i blåsväder efter att ha anklagats för mobbning samt rasistiska och antifeminiska kommentarer. Hon fortsatte karriären, utan att vara i närheten av lika populär som tidigare och de större förbunden slutade att boka henne. 2023 hade hon fortfarande inte bemött kritiken. Samma år började hon brottas i Mexiko. Efter att ha fått nobben från Lucha Libre AAA Worldwide har Blanchard sedan blivit en del av Consejo Mundial de Lucha Libre, det största och äldsta fribrottningsförbundet i Mexiko, där hon mottagits väl och presterat professionellt, dock utan att vinna några större matcher.